# Provincia de Moyen-Ogooué
Moyen-Ogooué (Ogooué Medio) es una de las nueve provincias de Gabón. Ocupa un área de 18.535 km². La capital de la provincia es Lambaréné.
En 2013 tiene 69 287 habitantes.

## Localización
Se ubica en el centro-oeste del país y tiene los siguientes límites:
| Noroeste: Provincia de Estuaire        | Norte: Provincia de Woleu-Ntem | Noreste: Provincia de Ogooué-Ivindo |
| Oeste: Provincia de Ogooué-Maritime    |                                | Este: Provincia de Ogooué-Ivindo    |
| Suroeste: Provincia de Ogooué-Maritime | Sur: Provincia de Ngounié      | Sureste: Provincia de Ogooué-Lolo   |

## Subdivisiones
Comprende dos departamentos:
| Departamento       | Chef-lieu | Población (2013) |
| ------------------ | --------- | ---------------- |
| Ogooué et des Lacs | Lambaréné | 54 346           |
| Abanga-Bigné       | Ndjolé    | 14 941           |